# 30281 Horstman
30281 Horstman è un asteroide della fascia principale. Scoperto nel 2000, presenta un'orbita caratterizzata da un semiasse maggiore pari a 2,3260539 au e da un'eccentricità di 0,2007344, inclinata di 7,47778° rispetto all'eclittica.
L'asteroide è dedicato alla segretaria statunitense Helen Horstman, per oltre quarant'anni in servizio presso l'osservatorio Lowell.